# هاري ماكراكين
هاري ماكراكين (بالإنجليزية: Harry McCracken)‏ هو صحفي أمريكي، ولد في 2 أبريل 1964.